# Simone van de Kraats
Simone van de Kraats (* 15. November 2000 in Barneveld) ist eine niederländische Wasserballspielerin. Sie war mit der niederländischen Nationalmannschaft Olympiadritte 2024, Weltmeisterschaftsdritte 2022, Weltmeisterin 2023 sowie Europameisterin 2024.

## Sportliche Karriere
Simone van de Kraats graduierte 2021 in Finanzen an der Hogeschool Utrecht und schloss daran ein BWL-Studium an der Open Universiteit Nederland an. Auf Vereinsebene spielt die 1,80 Meter große Außenspielerin bei CN Mataro in Spanien.
Seit 2018 spielt sie auch in der Nationalmannschaft. Wegen der COVID-19-Pandemie fanden die Olympischen Spiele in Tokio erst 2021 statt. Die Niederländerinnen verloren im Viertelfinale mit 11:14 gegen die Ungarinnen und belegten dann den sechsten Platz. Im Viertelfinale warf Simone van de Kraats vier Tore.
2022 wurden die Niederländerinnen Dritte bei der Weltmeisterschaft in Budapest und Vierte bei der Europameisterschaft in Split. Bei der Weltmeisterschaft 2023 in Fukuoka bezwangen die Niederländerinnen im Halbfinale die Italienerinnen und im Finale die Spanierinnen. Beim Endstand von 12:12 wurde das Endspiel im Fünf-Meter-Schießen entschieden. Van de Kraats warf im Finale drei Tore und verwandelte ihren Penalty im Fünf-Meter-Schießen. Im Jahr darauf siegten die Niederländerinnen bei der Europameisterschaft in Eindhoven und wurden Fünfte bei der Weltmeisterschaft in Doha. Bei den Olympischen Spielen 2024 in Paris verloren die Niederländerinnen im Halbfinale nach Fünf-Meter-Schießen gegen die Spanierinnen. Im Spiel um den dritten Platz bezwangen die Niederländerinnen die Titelverteidigerinnen aus den Vereinigten Staaten mit 11:10. Simone van de Kraats traf im Spiel um Bronze einmal.